# Ráhel Szőlőskertje
Ráhel Szőlőskertje egy amerikai szervezet, amely az abortuszon átesett nőknek nyújt egy hétvége visszavonulást, valamint azoknak, akik úgy érzik, hogy abortusszal kapcsolatos sérülést szenvedtek. A bibliai Ráhel után nevezték el, aki sír az „elveszett gyermekei” miatt. A Ráhel Szőlőskertje által kínált program egy lehetőség a nőknek arra, hogy az élet oldaláról vizsgálják meg az abortuszaikat és rájöjjenek, hogy hogyan érintette őket.
A Ráhel Szőlőskertjét a Priests for Life finanszírozza. A főképp katolikus szellemiségű Ráhel Szőlőskertje hétvége szerves részét képezi a Szentmise, de tartanak felekezethez nem kötött hétvégéket is a nem katolikusok számára.

## Története
1996-ban indította el Theresa Karminski Burke az egyik első terápiás támogató csoportot olyan nők számára, akiknek volt abortuszuk. Később férjével, Kevin Burke-kel együtt megalapították Ráhel Szőlőskertjét. Burke Barbara Cullennel írt Ráhel Szőlőskertje: Egy pszichológiai és spirituális utazás az abortusz utáni gyógyuláshoz könyvét 1994-ben adták ki. A könyv mintául szolgált az abortusz utáni gyász feldolgozását segítő támogató csoportok tanácsadóinak. Négy Ráhel Szőlőskertje hétvégét tartottak 1995-ben, 2002 végéig pedig több mint 300-at. 2003-ban átszervezték a Ráhel Szőlőskertjét, így a Priests for Life részévé vált, igazgatója pedig Frank Pavone lett. A lelkigyakorlaton nagyjából 10-12 kliens, egy pap és egy képzett terapeuta vesz részt.
2002 júniusában Burke és David Reardon kiadtak egy könyvet Tiltott Gyász címen, ismertetve Burke tapasztalatait az abortusszal kapcsolatos érzelmi problémákkal küzdő nők tanácsadásával kapcsolatban. Megvitatták Burke tapasztalatait az abortusz előtt álló nőkre nehezedő nyomásról és kényszerről, az abortusz megpróbáltatásáról, és az abortusz után jelentkező problémák megoldásának akadályairól.

2014-re évente ezer fölé emelkedett a Ráhel Szőlőskertje lelki hétvégék száma, melyeket az USA 48 államában, valamint 70 országban tartanak. A Ráhel Szőlőskertje Lelkigyakorlat Kézikönyvét már 10 nyelvre lefordították.
A Burkes házaspár előadásokat tart és szakembereket képez az abortusz utáni trauma és gyógyulás témájában. A Ráhel Szőlőskertje hétvégék vezetőinek pedig évente szerveznek egy vezetőségi képzési konferenciát. 

## Lelki hétvégék
A Ráhel Szőlőskertje Szolgálat egy hétvégényi elvonulást nyújt. Esélyt ad megszabadulni a munka és a család mindennapos nyomása alól, hogy az érzelmi támogatásra és a gyógyulásra lehessen fókuszálni. A csoportos hétvége célja lehetőséget adni arra, hogy mélyen belépjenek a gyászoló folyamatba, és rájöjjenek arra, hogy az abortusznak milyen hatásai lehettek az egyénre nézve. A Ráhel Szőlőskertje hétvégéket általában egyházi szolgáltatók, Project Rachel irodák, tanácsadó programok, életvédő csoportok, valamint válságterhességi központok nyújtják katolikus vagy felekezetközi keretek között.
Magyarországon 2014-ben indultak el a Ráhel Szőlőskertje hétvégék, melyek péntek estétől vasárnap délutánig tartanak a meghirdetett időpontokban. A lelki hétvégéket változó helyszíneken, általában csöndes, eldugott helyeken tartják.

## Külső hivatkozások
- Rachel's Vineyard Web Site
- "Helping people after abortions" Nipawin Journal
- Petoskey News